# Biordo Michelotti
Pour les articles homonymes, voir Michelotti.
Biordo Michelotti (1352 à Pérouse - 10 mars 1398 à Pérouse) est un membre de la famille Michelotti. Il fut seigneur de Pérouse et commandant en chef de la république de Florence

## Biographie
Biordo Michelotti est né à Pérouse en 1352, il fut l'élève d'Alberico da Barbiano. Il combattit pour les Visconti de Milan et devint capitaine général de Florence.
En 1392, des fiefs mineurs du territoire pérugin, dont Assise, Nocera, Orvieto, Deruta et Todi, craignant de perdre leur indépendance en tant que partie des États pontificaux, se donnèrent à Michelotti en échange d'une protection militaire.
L'année suivante, les troubles à Pérouse apportèrent le pouvoir au parti Ruspanti (« Rugueux ») contre les Beccherini, d'origine noble. Ces derniers furent exilés tandis qu'une commission de 25 personnes demanda à Michelotti de diriger le nouveau gouvernement. Il devient donc Signore de la ville.
Cinq ans plus tard, Biordo Michelotti fut assassiné dans sa résidence par des assassins envoyés par Francesco Guidalotti, abbé de San Pietro. La Seigneurie, dont l'influence s'était étendue à une grande partie de l'actuelle région de l'Ombrie, disparut.
Le frère cadet de Biordo, Ceccolino, revint à Pérouse avec les partisans de Biordo à la suite du passage de la ville sous Gian Galeazzo Visconti en 1400. Il fut tué par le condottiere Braccio da Montone, exilé par Biordo lors de la Bataille de Sant'Egidio